# Castro de Filabres
Castro de Filabres és una localitat de la província d'Almeria, Andalusia. L'any 2005 tenia 163 habitants. La seva extensió superficial és de 29 km² i té una densitat de 5,6 hab/km². Les seves coordenades geogràfiques són 37° 11′ N, 2° 26′ O. Està situada a una altitud de 960 metres i a 48 quilòmetres de la capital de la província, Almeria.

## Demografia
| 1996 | 1998 | 1999 | 2000 | 2001 | 2002 | 2003 | 2004 | 2005 |
| ---- | ---- | ---- | ---- | ---- | ---- | ---- | ---- | ---- |
| 207  | 181  | 181  | 170  | 170  | 172  | 166  | 162  | 163  |